# Епископ Лидса
Епископ Лидса — ординарий римско-католического диоцеза Лидса, входящего в состав провинции Ливерпуля в Англии.
Площадь диоцеза составляет 4,075 км² и включает графства: Уэст-Йоркшир, Северный Йоркшир (частично), Камбрия, Большой Манчестер, Хумберсайд и Ланкашир. Центр диоцеза находится в городе Лидс, в кафедральном соборе Св. Анны на Great George Street.
В 1850 году Папа Пий IX учредил 13 новых диоцезов на территории Англии, среди них - диоцез Беверли. Позднее, 20 декабря 1878 года, этот диоцез разделили на епархию Мидлсбро и епархию Лидса.
В настоящий момент пост епископа Лидса занимает Маркус Сток, сменивший Артура Роше, назначенного на пост Секретаря Конгрегации Богослужения и Дисциплины Таинств.

## Список епископов Беверли
| Список Епископов Беверли | Список Епископов Беверли                    | Список Епископов Беверли | Список Епископов Беверли | Список Епископов Беверли                                                       |
| No.                      | Имя                                         | с                        | до                       | Примечание                                                                     |
| ------------------------ | ------------------------------------------- | ------------------------ | ------------------------ | ------------------------------------------------------------------------------ |
| 1                        | Джон Бриггс (англ. John Briggs)             | 29 сентября 1850         | 17 сентября 1860         | Ранее папский викарий Йоркшира (1840—1850); вышел в отставку; умер в 1861 году |
| 2                        | Роберт Корнсвайт (англ. Robert Cornthwaite) | 3 сентября 1861          | 20 декабря 1878          | Ранее священник; назначен Епископом Лидса                                      |

## Список епископов Лидса
| Список Епископов Лидса | Список Епископов Лидса                            | Список Епископов Лидса | Список Епископов Лидса | Список Епископов Лидса |
| No.                    | Имя                                               | с                      | до                     | Примечание |
| ---------------------- | ------------------------------------------------- | ---------------------- | ---------------------- | --- |
| 1                      | Роберт Корнсвайт (англ. Robert Cornthwaite)       | 20 декабря 1878        | 16 июня 1890           | Ранее Епископ Беверли; умер, находясь в должности                                                                                          |
| 2                      | Уильям Гордон (англ. William Gordon)              | 16 июня 1890           | 7 июня 1911            | Ранее епископ-коадъютор Лидса; умер, находясь в должности                                                                                  |
| 3                      | Джозеф Коугилл (англ. Joseph Robert Cowgill)      | 7 июня 1911            | 12 мая 1936            | Ранее епископ-коадъютор Лидса; умер, находясь в должности                                                                                  |
| 4                      | Генри Поскитт (англ. Henry John Poskitt)          | 19 августа 1936        | 19 февраля 1950        | Ранее священник в Лидсе; епископальная хиротония 21 сентября 1936; умер, находясь в должности                                              |
| 5                      | Джон Хинан (англ. John Carmel Heenan)             | 27 января 1951         | 2 мая 1957             | Ранее священник в Вестминстере; епископальная хиротония 12 марта 1951; назначен Архиепископом Ливерпуля                                    |
| 6                      | Джордж Патрик Дуайер (англ. George Patrick Dwyer) | 3 августа 1957         | 5 октября 1965         | Ранее священник; епископальная хиротония 24 сентября 1957; назначен Архиепископом Бирмингема                                               |
| 7                      | Уильям Уилер (англ. William Gordon Wheeler)       | 25 апреля 1966         | 12 июля 1985           | Ранее англиканский священник, перешел в католицизм в 1936 году; епископ-коадъютор Мидлсборо; вышел в отставку; умер 20 февраля 1998 года   |
| 8                      | Давид Констант (англ. David Every Konstant)       | 12 июля 1985           | 7 апреля 2004          | Ранее вспомогательный епископ Вестминстера и Титулярный епископ Betagbarar (1977—1985); вышел в отставку; живёт в Лидсе на Headingley Lane |
| 9                      | Артур Роше (англ. Arthur Roche)                   | 7 апреля 2004          | 26 июня 2012           | Ранее епископ-коадъютор Лидса (2002—2004)                                                                                                  |
| 10                     | Маркус Сток (англ. Marcus Stock)                  | 15 сентября 2014       |                        | Ранее священник в Бирмингеме |